# 大刘庄站
大刘庄站是一个京广线上的铁路车站，位于河南省驻马店市遂平县石寨铺镇，建于1912年，目前为四等站，邮政编码为463131。目前客运：办理旅客乘降；行李、包裹托运；货运：办理整车货物发到。